# Risoba rectilinea
Risoba rectilinea är en fjärilsart som beskrevs av Max Wilhelm Karl Draudt 1950. Risoba rectilinea ingår i släktet Risoba och familjen trågspinnare. Inga underarter finns listade.